# Pinedo
Pinedo és un barri i pedania de la ciutat de València pertanyent al districte dels Pobles del Sud. Tenia 2.640 habitants censats l'any 2024 segons l'ajuntament de València, que classifica el barri amb el codi 19.3.

## Geografia

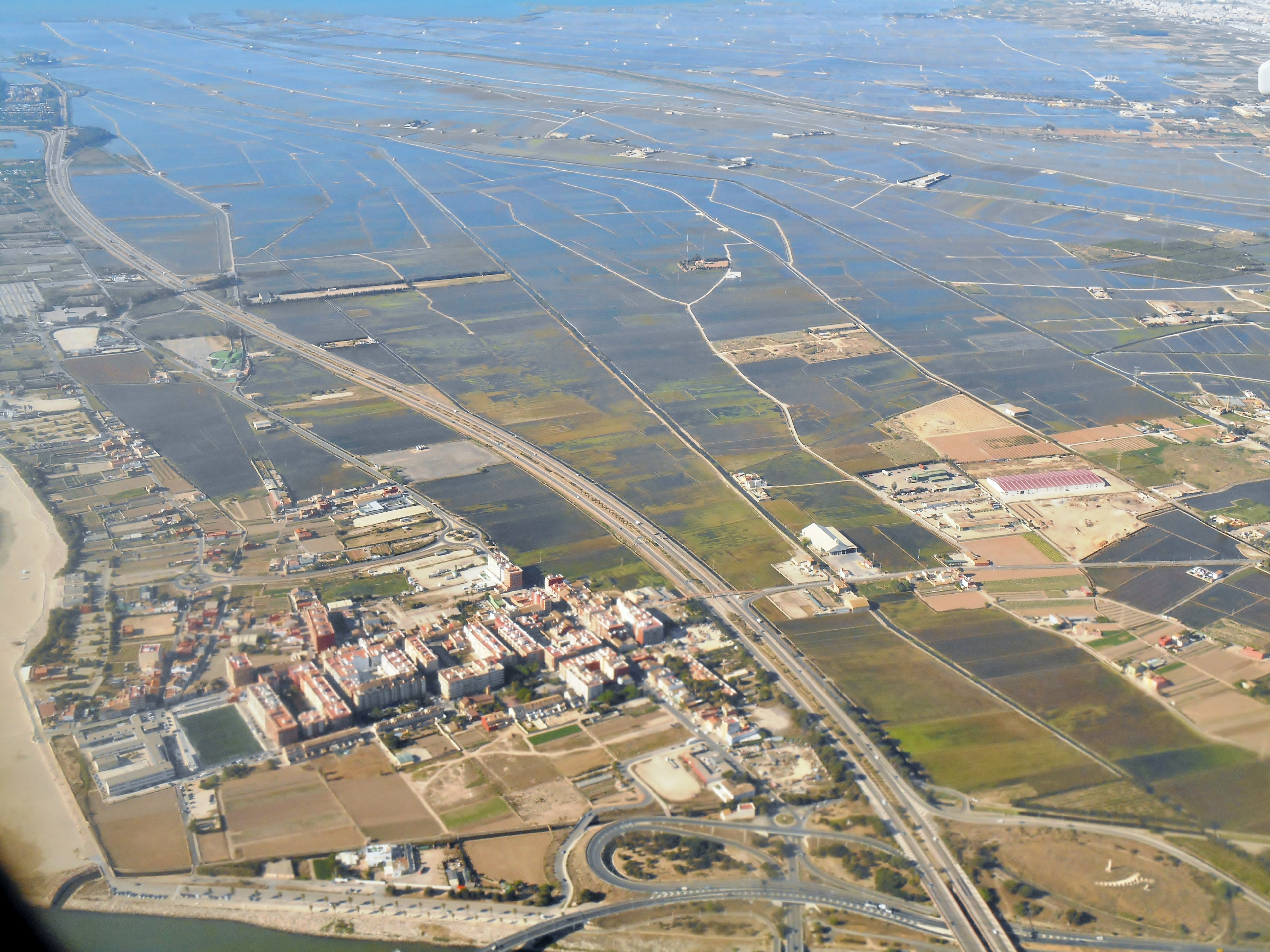
Vista aèria del núcli de Pinedo

El barri i pedania de Pinedo està situat a la part nord-est del districte dels Pobles del Sud, a l'extrem meridional del terme municipal de València. Pinedo limita al nord amb el barri de la Punta, al districte de Quatre Carreres; a l'est amb la mar mediterrània; al sud amb el barri del Saler, del mateix districte; i a l'oest amb el municipi d'Alfafar, de la comarca de l'Horta Sud i amb el barri del Castellar-l'Oliveral, al mateix districte. Tot el terme del barri es troba dins del Parc Natural de l'Albufera de València.
El nucli urbà se situa entre la riba dreta del riu Túria i la mar, mirant cap a la dàrsena sud del Port de València. Es troba a 5 quilòmetres de la ciutat a través de l'autovia del Saler (CV-5010). És un poblat tradicionalment agrícola i pescador que conserva molts trets propis de la seua existència com a poble independent. Pinedo conté algunes de les últimes barraques centenàries, i la seua platja combina dunes d'arena fina amb un passeig marítim. El nucli, que sorgí a finals del segle xviii, cresqué ràpidament durant els segles XIX i xx fins a la dècada de 1960, quan la població es reduí dràsticament a causa, principalment, de la construcció del nou llit del riu Túria. En 2017 tenia 2.531 habitants, la majoria dels quals vivien en el nucli principal.

### Nomenclàtor
- C/ Canal
- Entr. Casa de Molina
- Entr. Casa la Raso
- Pl. Ginjolers
- Pl. Major
- C/ Mare de Déu de la Mar
- C/ Marino Villamil
- Entr. Martí
- C/ Mossén Cuenca
- Cam. Muntanyars
- C/ Pasqual Tatay Sanjulià
- Trav. Pinedo al mar
- C/ Pintor Manuel Sigüenza
- Pl. Portadors de la Verge
- Entr. Rafael el Batano
- Carrera del riu
- Entr. Romualdo
- Entr. del Rullo
- C/ Serrella
- Cam. Tremolar
- Cam. vell del Saler

### Llocs de rellevància
- Església parroquial de Maria la Mare de Crist de Pinedo: Construïda en estil contemporàni l'any 1975 per tal de substituïr l'anterior parròquia destruïda per les obres del Pla Sud.[3]
- Creu de Pinedo: És una creu de terme feta en pedra de vora dos metres d'alçada i restaurada en els anys 90. Hereva de l'antiga "creu de la conca", es troba a la platja, a l'extrem est del nucli urbà.[1]

## Història

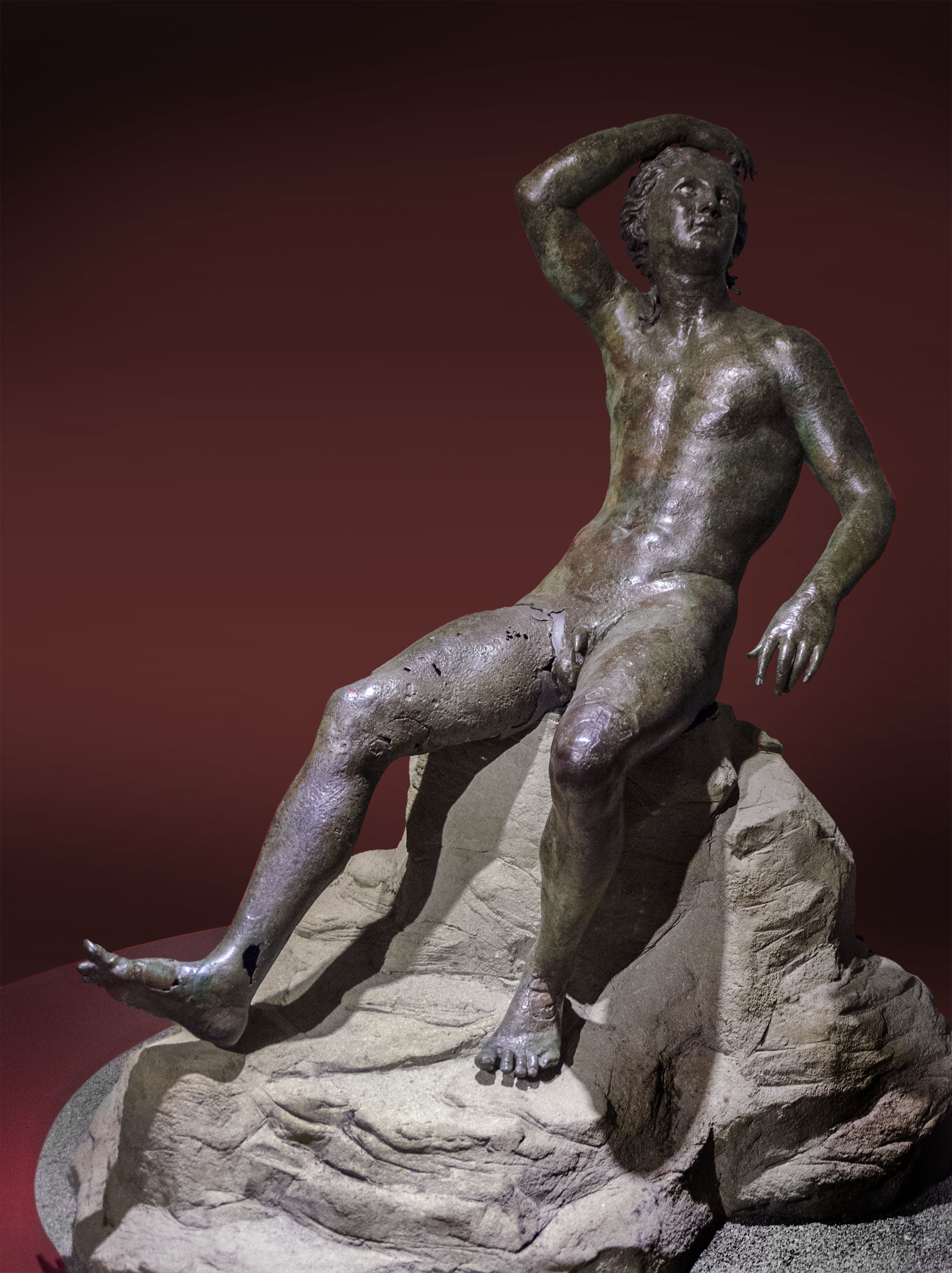
L'Apol·lo de Pinedo, trobat el 1963

Les primeres notícies que es tenen de la zona de Pinedo daten de la conquista de València de Jaume I, ja que en eixa zona acamparen els soldats provinents de Tortosa. En record de la conquista, els mateixos soldats erigiren una creu de pedra, que es conegué com a la Creu de la Conca i donà nom a la partida durant uns quants segles. No obstant això, el Llibre del Repartiment de València no parla de cap alqueria ni lloc d'importància a la zona, i els texts posteriors de viatgers i geògrafs parlen d'un terreny pantanós i erm, de terres incultes i gran insalubritat. Molt probablement, esta àrea no va començar a poblar-se fins ben entrat el segle xviii, coincidint amb el retrocés dels límits de l'Albufera i el final de les incursions dels pirates barbarescs.
Fins al segle xix, Pinedo, en aquell temps dependent del municipi de Russafa, encara constituïa una extensa zona de marjal dedicada en part al cultiu de l'arròs, escassament poblada i separada de la platja per una densa pineda, prolongació de la Devesa del Saler, fet que probablement explica l'origen del topònim Pinedo. El nucli en si naix entre finals del segle xviii i principis del XIX a partir de l'eix nord-sud que conformava la carrera del Riu (aproximadament l'espai que hui ocupa l'autovia del Saler) i un altre eix menor perpendicular que enllaçava amb la platja. En 1840 Pinedo tenia 358 habitants i molts locals comercials, fet que el convertia en un dels nuclis principals d'eixa zona de l'Horta. En 1877 Pinedo, amb la resta del municipi de Russafa, quedaren annexionats a València.
En 1940 Pinedo ja tenia 2.975 habitants, població que es mantingué fins a la dècada de 1960, en què la població decaigué ràpidament. Eixe fet es degué en part a l'èxode rural, encara que fon molt més determinant la construcció del llit nou del riu Túria, que comportà la destrucció de bona part de l'horta, un gran nombre de vivendes i inclús l'església parroquial. No obstant això, des de mitjans de la dècada de 1970 la població tornà a augmentar, fins a aplegar als 2.078 habitants en 1986.
Són freqüents les troballes arqueològiques submarines a la costa davant de la localitat, en les quals s'han recuperat àmfores des de l'època romana fins a l'edat mitjana, ceps i armelles de plom. Entre les troballes destaca una escultura en bronze del déu Apol·lo, que es va trobar el 8 de desembre de 1963.
Pinedo patí els efectes de l'episodi de gota freda de 2024, però, a diferència d'altres localitats, el núcli urbà de Pinedo no es veié afectat per les inundacions, que si afectaren el parc de l'albufera i les platges amb els residus arrossegats. A les poque setmanes, començaren les tasques de neteja i recuperació per part dels servicis municipals i ONG ambientals.

## Demografia
Activitats econòmiques (2024)
| Gràfica d'evolució de Pinedo entre 1840 i 2021 |
|                                                |

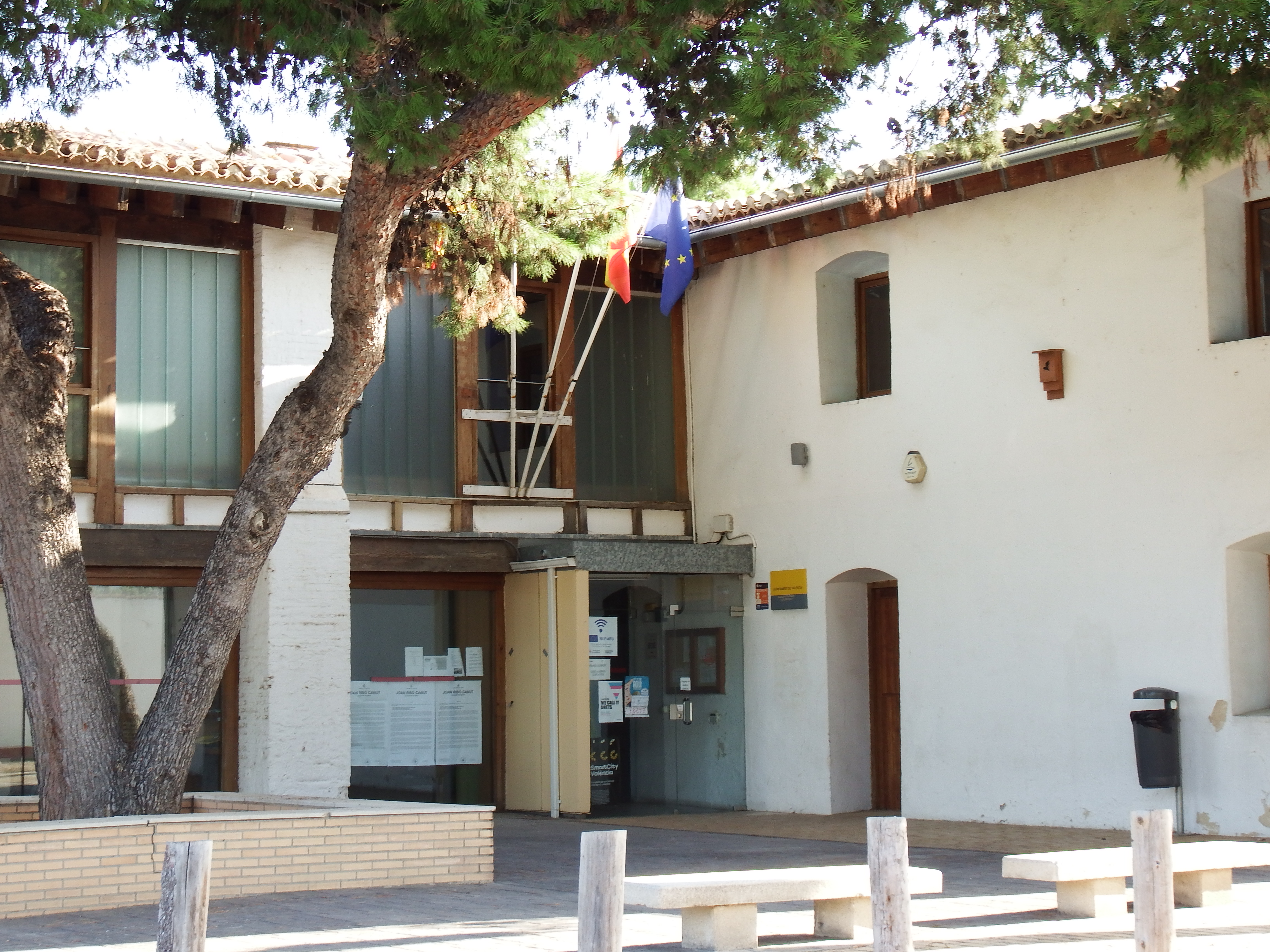
"Les casotes", l'alcaldia pedània

Com a servicis públics, Pinedo compta amb una escoleta pública, una església parroquial amb advocació a la Mare de Déu, un camp de futbol i una alcaldia pedània.

## Transport

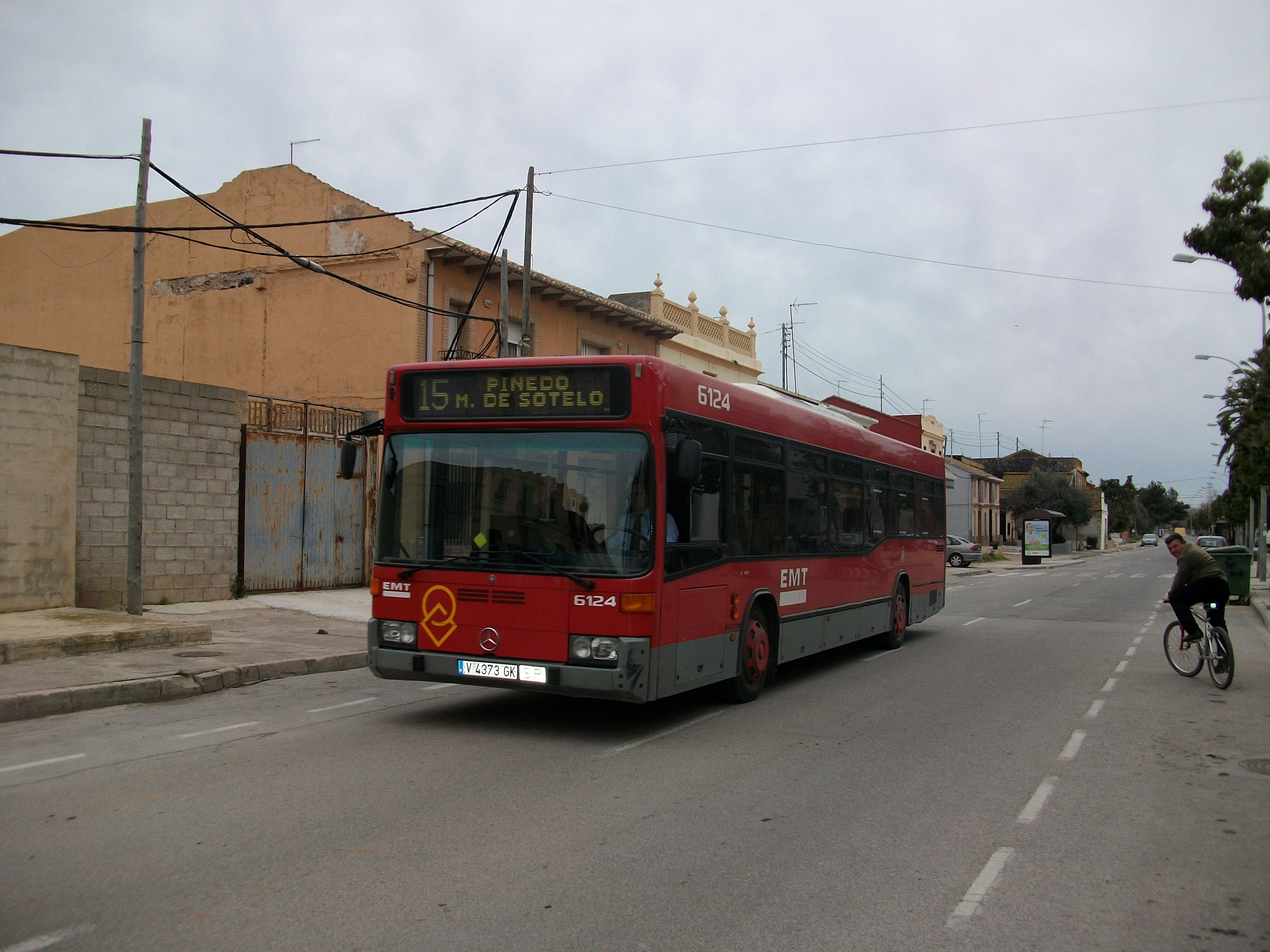
Bus de l'antiga línia 15 des de Pinedo

- Autobusos Metropolitans de València (Metrobus)[9]
  - 191
- Empresa Municipal de Transports de València (EMT)[10]
  - 23 - 24 - 25
- Xarxa de Carreteres de l'Estat Espanyol[11]
  - V-30
- Xarxa de Carreteres de la Generalitat Valenciana[12]
  - CV-500
- Valenbisi
  - Sense aparcaments.[13]